# Lady Cop
Lady Cop è una serie televisiva tedesca che è andata in onda per sei stagioni su Das Erste.

## Episodi
| Stagione         | Episodi | Prima TV originale | Prima TV Italia |
| ---------------- | ------- | ------------------ | --------------- |
| Prima stagione   | 13      | 1994               | 2007            |
| Seconda stagione | 13      | 1995-1996          | 2007-2008       |
| Terza stagione   | 12      | 1999-2000          |                 |
| Quarta stagione  | 7       | 2000-2001          |                 |
| Quinta stagione  | 13      | 2004               |                 |
| Sesta stagione   | 7       | 2006               |                 |